# Marcus Barsch

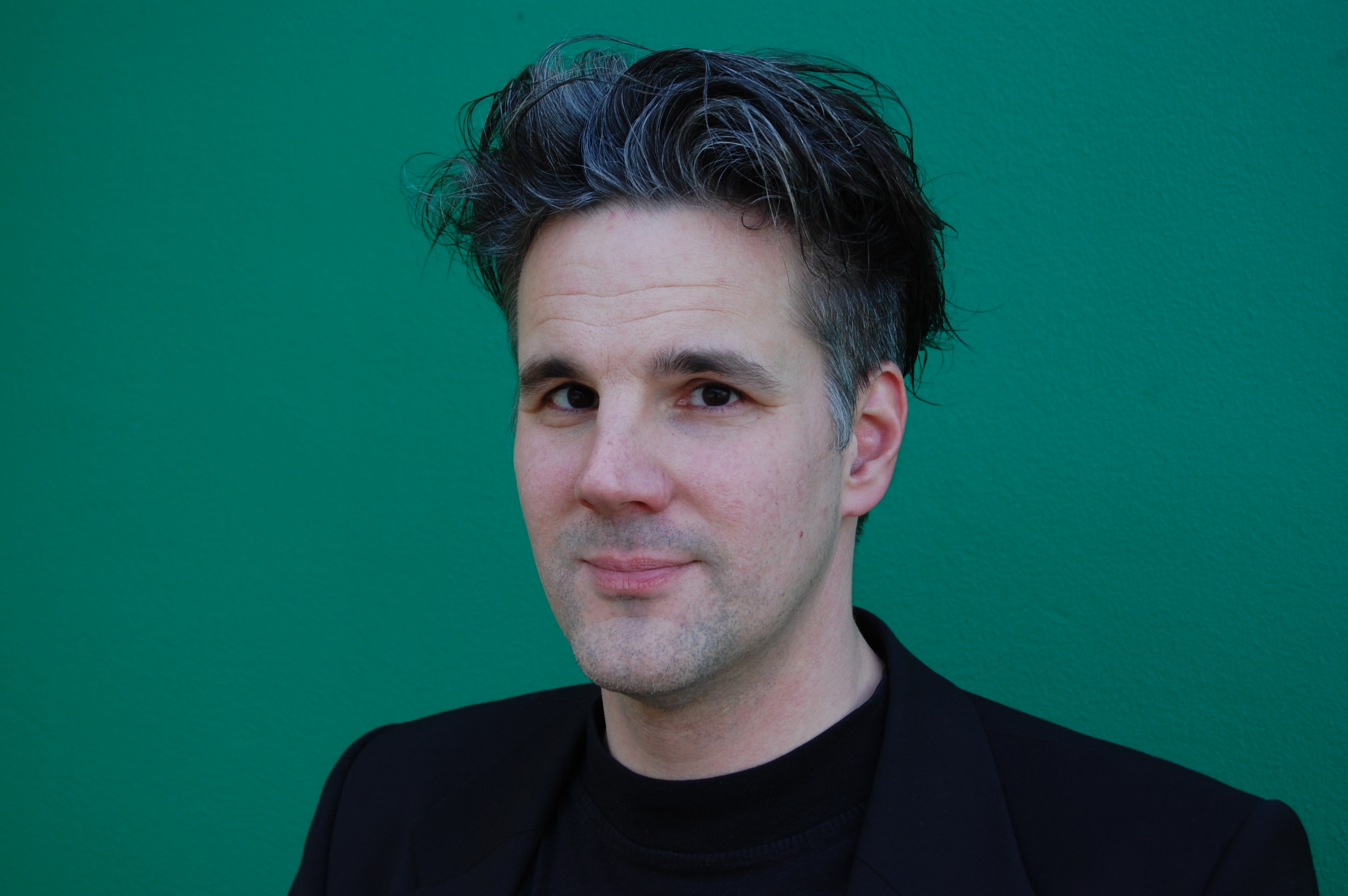
Marcus Barsch

Marcus Barsch (* 28. Januar 1967 in Bensberg) ist ein deutscher Radiomoderator und Autor.
Er begann seine Radiokarriere am Dienstag, dem 8. Juni 1993 um 20 Uhr im belgischen Teil der Eifel bei „Radio International Elsenborn“ (heute „Radio 700 - Studio Elsenborn“, Elsenborn; 90,1 MHz) mit der von ihm ersonnenen Show „Tomato International“.
Über verschiedene Lokalradios (u. a. vier Jahre Anchorman der Morningshow bei Radio Köln) kam er im April 2001 zu SWR3. Hier ist Barsch regelmäßig bis heute als Moderator zu hören, unter anderem im Wechsel mit Michael Reufsteck in der bundesweit ausgestrahlten Sendung Pop – Die Abendshow von 20 bis 24 Uhr. Kultstatus genoss seine interaktive Ratesendung „SWR3-Was geschah?!“, die in unregelmäßigen Abständen am Wochenende in SWR3 Luna ausgestrahlt wird. Immer noch Kultstatus hat die „Barsch'sche Filosofie“ bei der regelmäßig die Synapsen neu verkabelt werden.
Marcus Barsch ist Autor, Stimme und Produzent zahlreicher Radio-Comedyserien. Er lebt in Baden-Baden und Köln.

## Werke
- Rätselgeschichten – „Was geschah mit Herrn Pasulke?“. Mosaik/Goldmann, ISBN 978-3-442-17043-2